# Обяляй
Обя́ляй (лит. Obeliai) — город в Рокишкском районе Паневежского уезда Литвы, центр Обяльского городского староства. Население 871 человек (2021 год).

## География

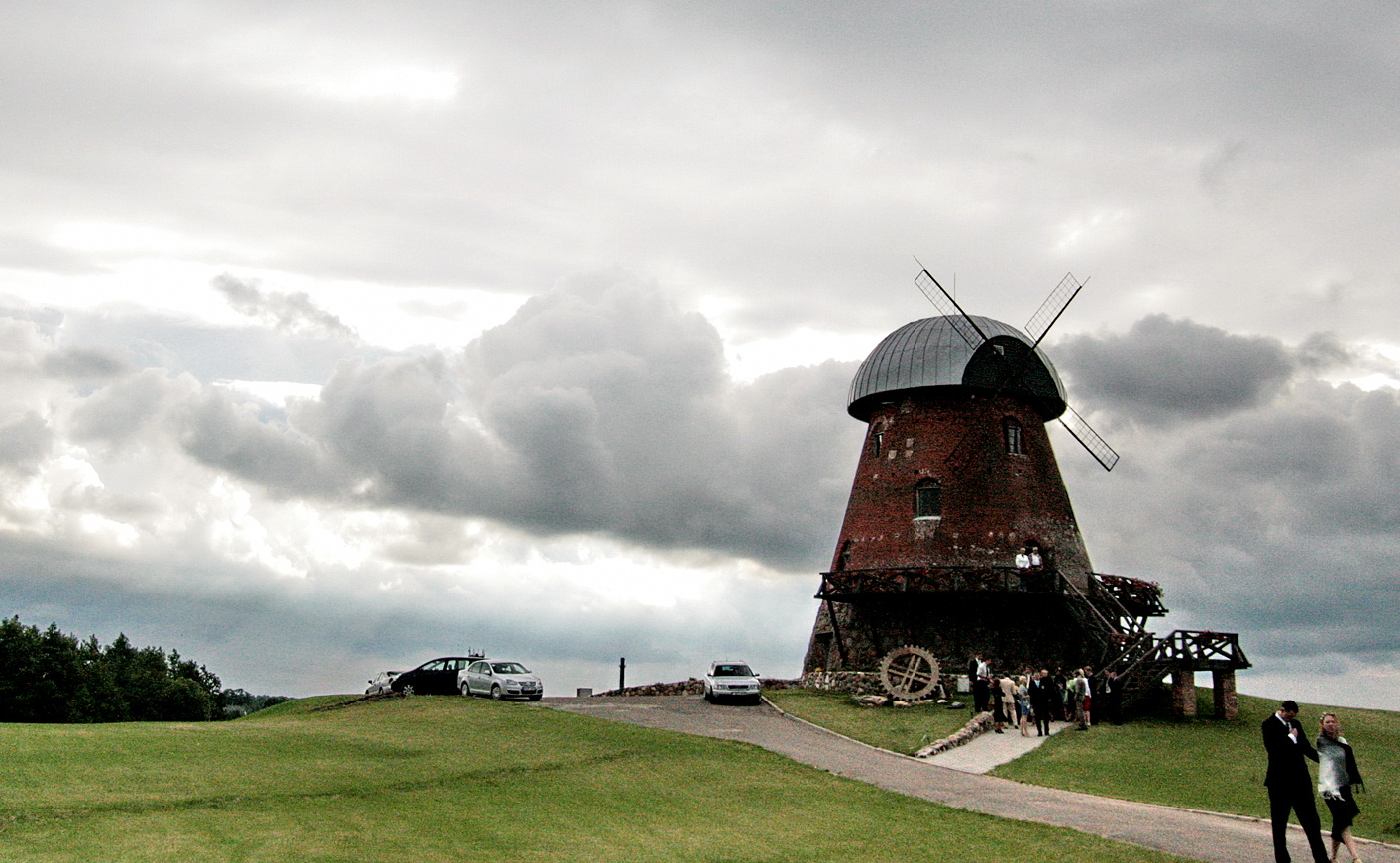
Мельница

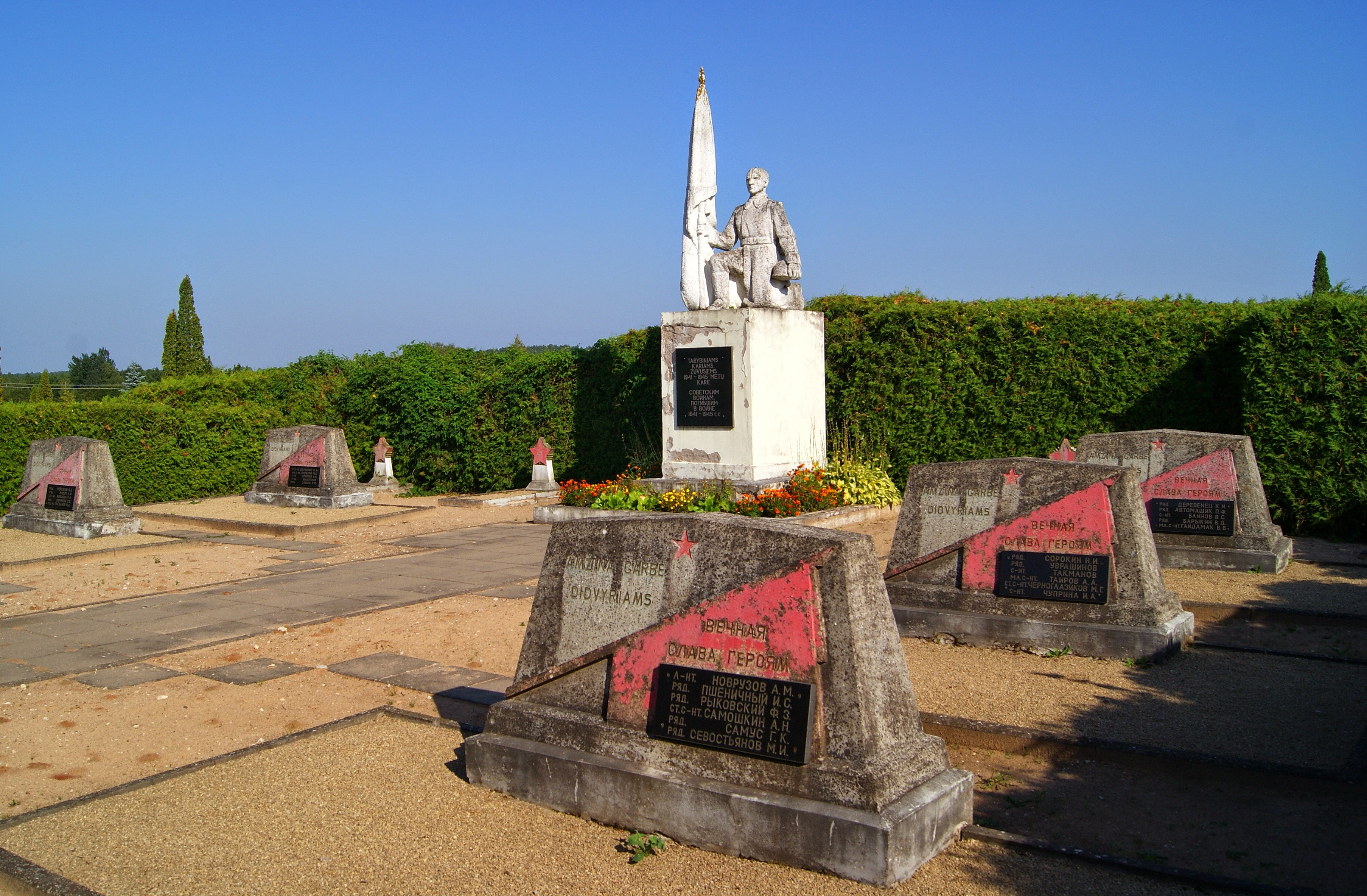
Кладбище павших солдат Красной Армии

Расположен в 15 км от города Рокишкис и в 8 км от литовско-латвийской границы на берегу озера Обеляй. Для этого района характерно большое количество озёр.
Железнодорожная станция (закрыта в 2010 г.) на линии Рокишкис — Шапеляй.

## История
Первое упоминание Обяляй относится к 1519 году. В 1629 году был построен первый костёл. При третьем разделе Польши в 1795 году отошёл к Российской империи. До 1843 года входил в состав Виленской губернии. С 1843 году в составе Новоалександровского уезда Ковенской губернии. С 1861 года — центр волости. Во время Первой мировой войны с лета 1915 года был оккупирован немецкой армией. В 1915 году был построен участок узкоколейной дороги Калдабруна — Субате — Обеляй (после Первой мировой участок в Литве разобран). До 1917 года носил название Абели.
После Первой мировой войны город находится в составе Литвы. До Второй мировой войны в Обяляй была многочисленная еврейская община. Во время Второй мировой войны в июне 1941 года был оккупирован немецкой армией. В августе 1941 года евреи из Обяляй и окрестных сёл были согнаны нацистами в лес Антанаше, где были расстреляны. В официальном сообщении немецкой армии говорилось о расстреле 25 августа 1941 года 1160 евреев. Освобожден в июле 1944 года войсками Первого Прибалтийского фронта в ходе Шяуляйской операции. В 1950—1959 годах был центром Обяльского района. В 1956 году стал городом.
В 1993 года был утверждён герб города (автор Юозас Галкус). В гербе синяя перевязь символизирует реку Кряуну, а серебряное поле — озеро Обеляй. Три цветка яблони — «говорящие» элементы герба («обялис» — по-литовски «яблоня»). В 1998 году в Обяляе открылся исторический музей.
С 1994 является центром Обяляйского городского староства.

## Население
| Год  | Численность | Численность |
| ---- | ----------- | ----------- |
| 1868 | 232         | [ 4 ]       |
| 1897 | 975         | [ 4 ]       |
| 1923 | 1328        | [ 4 ]       |
| 1959 | 1907        | [ 4 ]       |
| 1970 | 2000        | [ 4 ]       |
| 1989 | 1804        | [ 4 ]       |
| 2001 | 1370        | [ 5 ]       |
| 2002 | 1364        | [ 5 ]       |
| 2003 | 1331        | [ 5 ]       |
| 2004 | 1310        | [ 5 ]       |
| 2005 | 1295        | [ 5 ]       |
| 2006 | 1254        | [ 5 ]       |
| 2007 | 1211        | [ 5 ]       |
| 2008 | 1204        | [ 5 ]       |
| 2009 | 1186        | [ 5 ]       |
| 2010 | 1123        | [ 5 ]       |
| 2011 | 1074        | [ 4 ]       |
| 2012 | 1017        | [ 5 ]       |
| 2013 | 973         | [ 5 ]       |
| 2014 | 956         | [ 5 ]       |
| 2015 | 949         | [ 5 ]       |
| 2016 | 925         | [ 5 ]       |
| 2017 | 883         | [ 6 ]       |
| 2018 | 857         | [ 7 ]       |
| 2019 | 834         | [ 5 ]       |
| 2020 | 797         | [ 5 ]       |
| 2021 | 871         | [ 5 ]       |
| 2022 | 845         | [ 5 ]       |
| 2023 | 814         | [ 5 ]       |

## Культура
В городе работают гимназия и библиотека. С 2005 года в Обяляе совместно с Рокишкисом проводится летний фестиваль театров.

## Достопримечательности
- Костёл Святой Анны (Šv. Onos bažnyčia), построен в 1868 году.

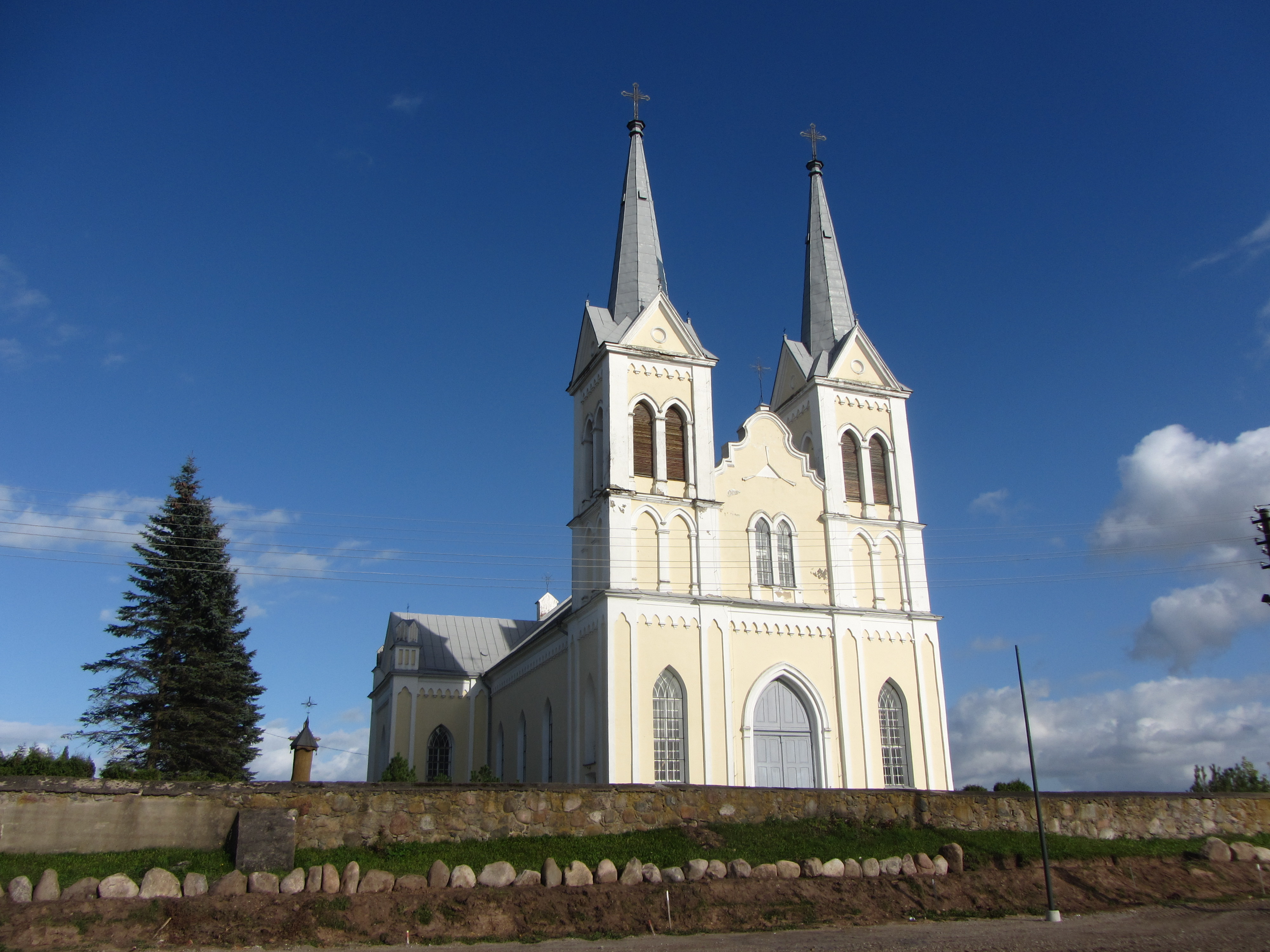
Костёл Святой Анны

- Исторический музей, открытый в 1998 году.
- Мельница